# غهور (غافروبارمون)
غهور (بالفارسية: گهور) هي قرية تقع في إيران في هرمزغان. يقدر عدد سكانها بـ 170 نسمة بحسب إحصاء 2016.